# Ротанов, Николай Михайлович
Никола́й Миха́йлович Рота́нов (10 мая 1940, Мытищи — 9 января 2010) — живописец и график, видный представитель беспредметности в авангардизме.

## Биография
Родился 10 мая (по другим данным 19 мая) 1940 года в г. Мытищи, в Подмосковье. В 9 лет с семьей переехал в Москву. В Москве начал заниматься в городском доме пионеров в студиях рисунка и скульптуры. По рисунку — у Воронина, по скульптуре — у О. Иконникова.
В 1961 году поступил в Московский Государственный Педагогический институт (МГПИ) на художественно-графический факультет.
1966 год: окончил институт и участвовал в 7 Молодёжной выставке. В дальнейшем участвовал во многих всесоюзных и республиканских выставках Московского союза художников (МОСХ). Член Союза художников с 1978 года.
С 1967 года работал руководителем художественной студии при ДК Московского Энергетического института (МЭИ).
С 1968 года преподавал в Заочном Народном университете искусств.
С конца 1970-х годов Ротанов начал заниматься экспериментальным искусством: беспредметной живописью и графикой, презентующей стихи левых советских поэтов А. Кручёных, Г. Айги. Его работы перестали принимать на официальные выставки.
С середины 1980-х художники МОСХа стали устраивать выставки своих экспериментальных работ, предназначенные для коллег и искусствоведов. В них вместе с Ротановым принимали участие Э. Булатов, Л. Пурыгин, И. Чуйков, Г. Брускин и др.
Апрель 1986 года — выставка «Научно-технический прогресс и искусство» в ЦДХ. В разделе авангарда выставлялись работы таких художников, как А. Древин, Н. Удальцова, П. Кузнецов, А. Экстер, А. Лентулов, Е. Веснин, В. Татлин, А. Тышлер, Д. Штеренберг, А. Родченко, Н.Гончарова. В разделе современного искусства: Д. Плавинский, А. Гросицкий, Ю. Злотников, Н. Ротанов.
Апрель 1988 года — выставка советских и итальянских художников в Манеже.
1989 год: «Выставка без жюри» на Кузнецком мосту. Ротанов показывал беспредметную живопись.
1992 год: выставка современного искусства, организованная СТАРТ ЦВЗ. Участники: А. Зверев, М. Шемякин, Э. Неизвестный, О. Целков, В. Яковлев, Н. Ротанов и др.
Скончался 9 января 2010 года.

## Публикации
- «Николай Ротанов. Живопись, графика». М.: РОСТ Медиа, 2009.